# Michela Figini
 (mai 2019).
Si vous disposez d'ouvrages ou d'articles de référence ou si vous connaissez des sites web de qualité traitant du thème abordé ici, merci de compléter l'article en donnant les références utiles à sa vérifiabilité et en les liant à la section « Notes et références ».
Michela Figini, née le 7 avril 1966 à Prato, est une skieuse alpine suisse, championne olympique de descente à 17 ans aux Jeux de Sarajevo en 1984, ce qui fait d'elle la plus jeune championne olympique du ski alpin. Elle remporte par ailleurs deux fois le classement général de la Coupe du monde (en 1985 et en 1988), un titre de championne du monde de descente en 1985, et totalise 26 victoires en descente, super-G, géant et combiné jusqu'à sa dernière saison en 1990 et son retrait de la compétition à l'âge de 24 ans.

## Biographie
De son premier mariage avec l’ancien skieur alpin italien Ivano Camozzi, elle a eu deux enfants.

## Palmarès

### Jeux olympiques
| Édition / Épreuve | Descente | Super G                          | Slalom géant | Slalom | Combiné                          |
| ----------------- | -------- | -------------------------------- | ------------ | ------ | -------------------------------- |
| JO 1984 Sarajevo  | Or       | Épreuve inexistante à cette date | 12e          | —      | Épreuve inexistante à cette date |
| JO 1988 Calgary   | 9e       | Argent                           | Abandon      | —      | —                                |

### Championnats du monde
| Édition / Épreuve           | Descente | Super G                          | Slalom géant | Slalom | Combiné |
| --------------------------- | -------- | -------------------------------- | ------------ | ------ | ------- |
| Mondiaux 1985 Bormio        | Or       | Épreuve inexistante à cette date | 15e          | —      | Abandon |
| Mondiaux 1987 Crans-Montana | Argent   | Argent                           | 4e           | —      | 6e      |
| Mondiaux 1989 Vail          | 8e       | 5e                               | 4e           | —      | —       |

### Coupe du monde
- Vainqueur du classement général en 1985 et 1988
  - Vainqueur de la coupe du monde de descente en 1985, 1987, 1988 et 1989
  - Vainqueur de la coupe du monde de super-G en 1988
  - Vainqueur de la coupe du monde de géant en 1985 à égalité avec Marina Kiehl
  - 26 victoires : 17 descentes, 3 super-G, 2 géants et 4 combinés
  - 46 podiums

#### Différents classements en Coupe du monde
| Année/Classement | Année/Classement | Général | Général | Descente | Descente | Super G | Super G | Géant  | Géant  | Slalom | Slalom | Combiné | Combiné |
| ---------------- | ---------------- | ------- | ------- | -------- | -------- | ------- | ------- | ------ | ------ | ------ | ------ | ------- | ------- |
| Année/Classement | Année/Classement | Class.  | Points  | Class.   | Points   | Class.  | Points  | Class. | Points | Class. | Points | Class.  | Points  |
| 1983             | 1983             | 26e     | 52      | 24e      | 15       | -       | -       | 15e    | 25     | -      | -      | 16e     | 12      |
| 1984             | 1984             | 5e      | 166     | 5e       | 67       | -       | -       | 6e     | 64     | -      | -      | 6e      | 67      |
| 1985             | 1985             | 1re     | 259     | 1re      | 115      | -       | -       | 1re    | 110    | 28e    | 9      | 2e      | 60      |
| 1986             | 1986             | 6e      | 178     | 6e       | 53       | 10e     | 24      | 6e     | 58     | -      | -      | 3e      | 43      |
| 1987             | 1987             | 5e      | 162     | 1re      | 93       | 11e     | 27      | 5e     | 55     | -      | -      | -       | -       |
| 1988             | 1988             | 1re     | 244     | 1re      | 143      | 1re     | 65      | 10e    | 29     | -      | -      | 14e     | 7       |
| 1989             | 1989             | 3e      | 242     | 1re      | 176      | 5e      | 29      | 17e    | 18     | -      | -      | 5e      | 19      |
| 1990             | 1990             | 8e      | 134     | 3e       | 105      | 13e     | 24      | 34e    | 5      | -      | -      | -       | -       |

#### Détail des victoires
| Édition / Épreuve | Descente                                                                                | Super G            | Géant                 | Slalom | Combiné                                           | Total |
| 1984              | Mégève                                                                                  | –                  | –                     | -      | Saint-Gervais                                     | 2     |
| 1985              | Bad Kleinkirchheim I Bad Kleinkirchheim II Saint-Gervais                                | Pfronten           | Maribor Saint-Gervais | –      | / Bad Kleinkirchheim/Santa Caterina Banff I/Arosa | 8     |
| 1986              | -                                                                                       | -                  | -                     | –      | / Val d'Isère II /Maribor                         | 1     |
| 1987              | Val d'Isère I Pfronten Calgary (Mount Allan)                                            | –                  | –                     | -      | -                                                 | 3     |
| 1988              | Leukerbad Zinal I Rossland                                                              | Leukerbad Rossland | -                     | -      | -                                                 | 5     |
| 1989              | Val d'Isère Grindelwald I Grindelwald II Lake Louise I Lake Louise II Steamboat Springs | –                  | -                     | –      | –                                                 | 6     |
| 1990              | Santa Caterina                                                                          | -                  | -                     | -      | -                                                 | 1     |
| Total             | 17                                                                                      | 3                  | 2                     | 0      | 4                                                 | 26    |